# Истинные ценности (фильм, 1998, Индия)
 Истинные ценности (хинди बंधन, Bandhan, досл.: «Связь») — индийская семейная драма, снятая на языке хинди и вышедшая в прокат 2 октября 1998 года. Фильм занял пятое место в списке хитов 1998 года.

## Сюжет
Богатый помещик Сурадж Пратап Сингх (Джеки Шрофф) встречает в храме девушку из бедной семьи Пуджу и влюбляется в неё. Он женится на ней и соглашается взять в дом её маленького брата Раджу, с которым Пуджа не хочет расставаться. Повзрослев Раджу (Салман Хан) влюбляется в младшую сестру Сураджа Джоти (Рамбха), с которой он вместе вырос. Но не все складывается удачно в их семье — Пуджа никак не может родить ребёнка. Однажды Сурадж встречает прекрасную танцовщицу Вайшали (Швета Менон), которую делает своей любовницей, несмотря на предостережения. Он во всем потакает своей новой возлюбленной и не обращает внимания на выходки её брата.
Раджу падает на ноги Тхакура и умоляет его не брать вторую жену. Его просьбы падают на глухие уши; Тхакур добровольно женится на Вайшали и забирает её домой. Раджу рассказывает родителям о том, что случилось, и они приходят в особняк Тхакура и создают сцену. Раздражённый Тхакур говорит Пудже сделать её выбор раз и навсегда: она может либо принять Вайшали и остаться в семье в положении старшей жены или отправиться домой с родителями навсегда. Пуджа выбирает остаться с мужем и соженой, поскольку, по её словам, это её долг; дом её мужа — единственное подходящее место жительства для замужней женщины. Раджу же, который много лет жил в доме Тхакура, уходит со своими родителями.
Эти события вызывают большой разрыв между двумя семьями, из-за чего двое возлюбленных (Раджу и Джоти) оказываются разделены. Вайшали устраивается в особняке Тхакура, и её брат становится доверенным лицом Такура. Теперь он хочет жениться на сестре Тхакура Джоти, чтобы он и его сестра Вайшали полностью контролировали огромное богатство семьи. Наивный Тхакур верит в кажущуюся порядочность своего нового зятя и решает, что Гаджендра - хороший жених для Джоти. Тем не менее, Джоти смело отказывается вступать в брак с кем-либо, кроме Раджу. Её поддерживает Пуджа, которая утверждает, что было бы неправильно и даже грешно, если бы Джоти вышла замуж за одного мужчину, будучи влюблённа в другого.
Тхакур решает отложить этот вопрос на время. Гаджендра огорчён и придумывает план похитить Джоти, чтобы у неё не осталось другого выбора, кроме как выйти за него замуж. Он раскрывает свой план своей сестре и просит её помочь ему, но Вайшали претерпела изменения личности после её брака. Теперь она хочет быть респектабельной женщиной и чрезвычайно благодарна Тхакуру за то, что тот дал ей возможность поменяться. Она ругается и выступает против своего брата и даёт понять, что она сообщит её мужу. Гаджендра чувствует себя преданным своей сестрой и видит, что она приобрела так много (богатство Тхакура, его социальное положение и респектабельность жены), тогда как он, Гаджендра, фактически потерял свой единственный источник дохода, который был деньгами его сестры за песни и танцы. В припадке гнева он вонзает нож в живот Вайшали и убивает её. Затем он прилагает усилия, чтобы обвинить Тхакура в убийстве Вайшали. Есть ещё некоторые (довольно непонятные) махинации до тех пор, пока в кульминационный момент Тхакур не осознаёт, что его использовали и манипулировали, а также что Раджу (герой фильма) является воплощением добра, верности, привязанности и каждого благородного человека качественный. По приказу Тхакура Раджу избивает злодеев, спасает Джоти и защищает честь Тхакура, получая пулю в плечо во время драки. Он выживает, чтобы танцевать ещё одну песню, и Тхакур, теперь примирившийся со своим верным Раджу, даёт ему жениться на Джоти. В дальнейшем две пары живут счастливо, с большой любовью, существующей как внутри каждой пары, так и между двумя парами.

## Отзывы критиков
Мохаммад Али Икрамали оценил фильм как сносный, но раскритиковал его за отсутствие осуждения аморальных поступков, пошлый юмор, неуместные в ряде мест песни и танцы и банальное, характерное для болливудских фильмов 1980-х годов, развитие интересного сюжета. Шармила Таликулам отметила наличие в фильме интриги, но назвала песни из «Истинных ценностей» посредственными, роли Вайшали и Раджу неподходящими для исполняющих их актёров, а концепцию фильма устаревшей — она больше соответствует духу 1960-х годов, а не конца 1990-х.